# Pedro Poblete Vera
Pedro Poblete Vera (Quirihue, 13 de marzo de 1904-Santiago, 19 de febrero de 1966) fue un profesor y político chileno, miembro del Partido Socialista (PS). Se desempeñó como ministro de Tierras y Colonización de su país, durante el gobierno del presidente Juan Antonio Ríos entre abril y octubre de 1942. También, ejerció como diputado de la República por la 16.ª Agrupación Departamental durante dos períodos legislativos consecutivos, desde 1953 hasta 1961.

## Familia y estudios
Nació en la comuna chilena de Quirihue el 13 de marzo de 1904, hijo de Pedro Poblete y Domitila Vera. Realizó sus estudios primarios en la Escuela Superior n° 1 de Quirihue, Escuela Normal de Chillán y Escuela Normal de Victoria.
Se casó en Talcahuano el 3 de junio de 1929, con Dulcelina Vásquez Irribarra, con quien tuvo dos hijos: Pedro Waldo y Mario Raúl.

## Carrera profesional
En el ámbito laboral, se dedicó a ejercer como profesor primario y administrativo educacional. Desde 1925 hasta 1933, se desempeñó como profesor en la Escuela n° 7 de Concepción, y a partir de este último año, fue profesor y director de la Escuela Industrial de Chillán, actuando en esas funciones hasta 1953.
Por otra parte, fungió como consejero de la Corporación de Reconstrucción y Auxilio y fue presidente de la Sociedad Amigos de Fomento Industrial y Agrícola de Ñuble. Asimismo, fue miembro de instituciones sociales y culturales, como la Liga de Estudiantes Pobres, la Brigada de Boy Scouts, el Club Aéreo de Chile, la Sociedad de Artesanos de Chile, el Rotary Club, el Club Deportivo Ñublense, el Cuerpo de Bomberos de Chillán, y la Unión de Profesores de Chile. En militancia de esta última, fue perseguido y alejado de sus actividades por seis años.

## Carrera política
Militó en el Partido Socialista (PS), siendo dirigente de la colectividad. Con ocasión del gobierno del presidente radical Pedro Aguirre Cerda, el 24 de diciembre de 1938, fue nombrado como intendente de la provincia de Ñuble, cargo que ocupó hasta el 31 de enero de 1941, fecha en que presentó su renuncia. Bajo su gestión desarrolló una importante labor, tras el terremoto de Chillán ocurrido el 24 de febrero de 1939.
A continuación, el 2 de abril de 1942, fue nombrado por el presidente Juan Antonio Ríos como titular del Ministerio de Tierras y Colonización, puesto que ocupó hasta el 21 de octubre de ese año.
En representación de su partido, en las elecciones parlamentarias de 1953, se presentó como candidato a diputado por la 16.ª Agrupación Departamental (correspondiente a los departamentos de Chillán, Bulnes y Yungay), resultando electo por el período legislativo 1953-1957. En la instancia, fue miembro de la Comisión Permanente de Educación Pública. En las elecciones parlamentarias de 1957, obtuvo la reelección diputacional, por el período 1957-1961; integró la Comisión Permanente de Hacienda.
Falleció en Santiago de Chile el 19 de febrero de 1966, a los 61 años.